# Delphinobius cottai
Delphinobius cottai är en skalbaggsart som beskrevs av Leon Fairmaire 1900. Delphinobius cottai ingår i släktet Delphinobius och familjen Melolonthidae. Inga underarter finns listade i Catalogue of Life.